# Veprecula vepratica
Veprecula vepratica é uma espécie de gastrópode do gênero Veprecula, pertencente a família Raphitomidae.